# Meuse
Meuse (francosko: [møz] ()) ali Maas (nizozemsko: [maːs] (), limburško Maos [mɔːs]) je velika evropska reka, ki izvira v Franciji in teče skozi Belgijo in na Nizozemskem, preden se iz delte Ren - Meuse - Šelda izlije v Severno morje. Dolga je 925 km

## Etimologija
Ime Meuse izhaja iz francoskega imena reke, ki se je razvilo iz latinskega imena Mosa. Nizozemsko ime Maas prihaja iz srednje-nizozemskega Mase, ki izhaja iz domnevno vendar nedokazane staro-nizozemske oblike *Masa, iz proto-germanske *Masō. Šele sodobna nizozemščina ohranja to germansko obliko.
Kljub podobnosti, germansko ime ne izhaja iz latinskega imena, sodeč po prehodu iz zgodnjega o v a, ki je značilen za germanske jezike. Zato sta latinsko in germansko ime verjetno izhajali iz  protokeltskega vira, ki bi bil *Mosā.

## Geografija
Reka Meuse izvira na Langreški planoti v Šampanji, od koder teče proti severu skozi Sedan in Charleville-Mézières v Belgijo.
Za Namurjem se reka obrne proti severovzhodu pod Ardene, pri mestu Liège pa se zopet usmeri na sever. Od Maastrichta do Roermonda je  mejna reka med Belgijo in Nizozemsko, po kateri teče naprej mimo Venloja tik ob meji z Nemčijo. Kasneje se usmeri na zahod in tkjer poteka vzporedno z reko Waal in je del obsežne Ren-Meuse-Šelda delte (reka Šelda  na jugu in Ren na severu). V bližini Heusdena se nato razdeli na Afgedamde Maas na desni in Bergse Maas na levi. Bergse Maas se nadaljuje pod imenom Amer, ki je del narodnega parka De Biesbosch.  Afgedamde Maas se pridruži Waal, glavni tok Rena pri Woudrichemu, nato pa teče pod imenom Boven Merwede do Hardinxveld-Giessendama, kjer se razcepi v Nieuwe Merwede in Beneden Merwede. V bližini Lage Zwaluwe se Nieuwe Merwede pridruži Amer ter tvori Hollandsch Diep (estuarij Rena in Meuse), ki se razdeli v Grevelingen in Haringvliet, preden dokončno steče v Severno morje.
Meuse prečkajo mnogi železniški in cestni mostovi in okoli 32 trajektov.
Meuse je plovna na precejšnjem delu celotne dolžine. Na Nizozemskem in v Belgiji je reka del večje celinske plovne infrastrukture, ki povezuje pristanišča območja Rotterdam-Amsterdam-Antwerpen do industrijskih območij: Hertogenbosch, Venlo, Maastricht, Liège in Namur. Med Maastrichtom in Maasbrachtom se del neplovne Meuse obide po 36 km Juliana kanalu. Južno od Namurja, dalje proti toku, lahko po reki plujejo le manjša plovila, čeprav vlačilci dolgi do 100 m še vedno lahko dosežejo francosko mejo pri mestu Givet.
Od Giveta je reka kanalizirana na razdalji 272 kilometrov. Zanjo se uporablja ime »Canal de la Meuse«. Samo gorvodno od mesta Commercy je Canal de la Meuse povezan s kanalom Marne-Ren s pomočjo kratkega odvodnega kanala.

## Porečje
Mednarodni sporazum o upravljanju reke med Francijo, Nemčijo, Luksemburgom, Nizozemsko in Belgijo je bil podpisan leta 2002 v Gentu v Belgiji. V sporazumu sodelujejo tudi belgijske regionalne vlade Flandrije, Valonije in Bruslja (ki ni v porečju reke Meuse, ampak črpa vodo v Meuse).
Večji del tega območja velikega 34.548 km2 je v Valoniji (12.000 km2), sledita ji Francija (9000 km2), Nizozemska (8000 km2), Nemčija (2000 km2), Flandrija (2000 km2) in v Luksemburg (nekaj km2).
Za izvajanje te pogodbe je odgovorna mednarodna komisija za Meuse. Sestavni del pogodbe je tudi zemljevid območja.

### Pritoki
Glavni pritoki reke Meuse od izvira do izliva (s kraji, upravnimi enotami):
- Chiers (Bazeilles, departma Ardeni)
- Bar (pri Dom-le-Mesnilu)
- Semois/Semoy (Monthermé)
- Viroin (Vireux-Molhain)
- Lesse (Dinant-Anseremme, provinca Namur)
- Molignée (Anhée)
- Bocq (Yvoir)
- Sambre (Namur)
- Hoyoux (Huy, provinca Liège)
- Ourthe (Liège)
- Berwinne/Berwijn (pri Voeren-Moelingenu, provinca Limburg - Belgija)
- Voer/Fouron (Eijsden, provinca Limburg - Nizozemska)
- Geer/Jeker (Maastricht)
- Geul (pri Meerssenu)
- Geleenbeek (pri Maasbrachtu)
- Rur/Roer (Roermond)
- Swalm (Swalmen)
- Niers (Gennep)
- Dieze (pri 's-Hertogenboschu, provinca Severni Brabant)

## Hidrologija
Povprečna letna stopnja pretoka Meuse je bila razmeroma stabilna v zadnjih nekaj tisoč letih. Nedavna študija ocenjuje, da se je povprečni pretok od leta 2000 pred našim štetjem povišal za približno 10 %. Hidrološka porazdelitev Meuse se je spremenila v poznejšem srednjem veku, ko je velika poplava usmerila glavni tok na sever proti reki Merwede. Od takrat naprej je bil večji del prvotne Merwede imenovan Maas (tj. Meuse) in je služil kot glavni odtok te reke. Kraki so trenutno znani kot Nieuwe Maas in Oude Maas.
Vendar si je v drugi seriji hudih poplav Meuse našla dodatno pot proti morju, kar je povzročilo oblikovanje mokrišč Biesbosch in Hollandsch diep v ustjih rek. Nato se je Meuse razdelila blizu Heusdena v dva glavna kraka, enega, ki teče na sever in se pridruži Merwede in enega ki teče neposredno v morje. krak Meuse, ki vodi neposredno do morja se je sčasoma zamuljil (in zdaj tvori tok Oude Maasje), a je bil leta 1904 kanaliziran v Bergse Maas, da bi prevzel funkcijo zasutega kraka. Hkrati se je bil krak do Merwede zajezen pri Heusdenu, (in je od takrat znan kot Afgedamde Maas), tako da malo vode iz Meuse vstopa v stare tokove ali pa so pritoki Rena. Nastala ločitev rek Ren in Meuse se šteje, da je največji dosežek nizozemske hidrotehnike pred zaključkom del na Zuiderzee in Delti. Leta 1970 je bil končan jez Haringvlietdam. Od takrat so ponovno združene vode Rena in Meuse dosegle Severno morje, bodisi na tem mestu ali v času nižjega vodostaja Rena, v Hoek van Holland.
Študija 2008 ugotavlja, da se je razlika med poletno in zimsko pretočno količino v zadnjih 100–200 letih znatno povečala. Prav tako opozarja, da se je pogostost hudih poplav (tj. tokovi >1000 % normalne vrednosti) izrazito povečala. Napovedujejo, da zimske poplave Meuse lahko postanejo stalen problem v prihodnjih desetletjih.

## Départmaji, province in mesta
Meuse teče skozi naslednje departmaje Francije, province Belgije, Nizozemske in mest:
- Haute-Marne
- Vosges: Neufchâteau
- Meuse: Commercy, Saint-Mihiel, Verdun, Stenay
- Ardennes: Sedan, Charleville-Mézières, Givet
- Namur: Dinant, Namur
- Liège: Huy, Liège, Visé
- Limburg: Maastricht, Stein, Maasbracht, Roermond, Venlo, Gennep
- Limburg: Maaseik (between Stein and Maasbracht)
- North Brabant: Boxmeer, Cuijk, Grave, Ravenstein, Lith, Heusden, Aalburg, Woudrichem
- Gelderland: Maasdriel
- South Holland: Dordrecht, Maassluis, Rotterdam

## Pesem Nemcev
Meuse (Maas) je navedena v prvi kitici stare nemške himne Das Lied der Deutschen. Po nemški združitvi leta 1989 se poje le tretja kitica Das Lied der Deutschen kot nemška himna: prva in druga kitica se izpustita. Besedilo, napisano leta 1841, opisuje takrat nezdruženo Nemčijo z reko kot svojo zahodno mejo, kjer se je kralj Viljem I. Nizozemski leta 1839 pridružil Nemški zvezi s svojo vojvodino Limburg. Čeprav je ozemlje vojvodine uradno postalo sestavni del Nizozemske s pogodbo iz Londona leta 1867, je besedilo ostalo nespremenjeno, ko je bila Das Lied der Deutschen razglašena državno himno weimarske republike leta 1922.

## Zgodovina
Od leta 1301 je zgornja Meuse približno zaznamovala zahodno mejo med Svetim rimskim cesarstvom in Kraljevino Francijo, potem ko grof Henrik III. Bar moral prejeti zahodni del grofije Bar (Barrois mouvant) kot francoski fevd iz rok kralja Filipa IV.. Meja je ostala stabilna do leta 1552, ko je kralja Henrik II. priključil tri škofije Metz, Toul in Verdun in kralj Ludvik XIII. leta 1633 okupiral vojvodino Loreno. Njen spodnji belgijski (valonski) del, del sillon industriel (nekdanja industrijska hrbtenica Belgij), je bilo prvo v celoti industrializirano območje v celinski Evropi.
Meuse je vplivala na številne vojaške akcije v prvi in drugi svetovni vojni. V bitki pri Verdunu v februarju 1916 je bila velika naravna ovira, ki je vplivala na bojno črto.
2. januarja 1926 je vodostaj meril 29,91 metrov nad NAP (Normaal Amsterdams Peil) koto vode v Meuse, kar je bilo približno devet metrov nad povprečno višino vode.
V decembru 1930 je okoli 60 ljudi umrlo v dolini Meuse med Huyem in Seraingom v tako imenovani Maastal nesreči, ko zaradi temperaturne inverzije, izpušni plini iz tovarn niso mogli v ozračje in je prišlo do toksičnih koncentracij v površinski plasti zraka.
Meuse in njena prečkanja so bila ključni cilj zadnje velike nemške protiofenzive na zahodni fronti v drugi svetovni vojni, znani kot Ardenska ofenziva v zimi 1944/45.
Reka Meuse je predstavljena v dokumentarcu The River People, izdanem leta 2012, delo Xavierja Istasseja.
Morski plazilec Mosazaver iz obdobja krede je dobil ime po reki Meuse. Prve fosile so odkrili zunaj Maastrichta leta 1780.